# Luna (cantante sudcoreana)
Luna (루나?, RunaLR, RunaMR), pseudonimo di Park Sun-young (박선영?, Bak Seon-yeongLR, Pak Sŏn-yŏngMR; Seul, 12 agosto 1993), è una cantante, attrice e ballerina sudcoreana. Fa parte del gruppo k-pop f(x) di cui è la voce principale. Nel 2016 ha debuttato come solista con il mini album Free Somebody.

## Biografia
Luna è nata come Park Sun-young il 12 agosto 1993 in una famiglia di cantanti. Ha un fratello maggiore e una sorella gemella.

### 2006-2010
Nel 2006, S.M. Entertainment ha scritturato Luna dopo la sua esibizione nel programma TV Truth Game di SBS. Il primo settembre 2009, Luna ha debuttato nel gruppo k-pop f(x) come voce principale. Oltre alle promozioni con il gruppo, Luna ha avuto molte attività da solista: nel 2010 è diventata un membro fisso del cast di Star King, per cui ha ricevuto un premio ai SBS Entertainment Awards. Più tardi quell'anno, Luna ha partecipato alla canzone Let's Go insieme a Sungmin (Super Junior), Seohyun (Girls' Generation) e Jonghyun (Shinee), in occasione del G-20 tenutosi a Seul. Ha anche cantato And I Love You in duetto con Yesung dei Super Junior per la colonna sonora del drama The President, e ha cantato come solista nel singolo Beautiful day per la colonna sonora del drama Gyeorhonhae juseyo.

### 2011-2015
Nel 2011 Luna ha debuttato nel mondo del musical interpretando il personaggio di Elle Woods in Legally Blonde e ad aprile è diventata la conduttrice del programma The Show di MTV Corea insieme a Hyoseong del gruppo Secret. Luna è stata scritturata per interpretare Seo In-young nel drama Go Bong-shil ajumma guhagi, debuttando così come attrice. Nel 2012  Luna è apparsa nel programma Immortal Songs 2 come concorrente, in cui arrivò prima esibendosi con I Can't Know di Magma. Nello stesso anno, ha cantato un duetto con Sunny delle Girls' Generation per il drama di SBS intitolato Areumda-un geudae-egae e una canzone da solista It's Okay per il drama di SBS Cheongdam-dong Alice.
Nel 2013 è ritornata nel mondo dei musical, partecipando alla versione coreana di High School Musical On Stage! interpretando Gabriella Montez; per il musical ha duettato con Ryeowook. Ha anche duettato con Kyuhyun per la colonna sonora di The Croods e per la colonna sonora del videogioco TalesWeaver. Nel marzo 2014 Luna è stata una delle conduttrici del survival show Dance Battle Korea. Luna ha anche interpretato il ruolo di Diana nel primo musical di S.M. Entertainment School Oz, insieme a Changmin, Suho, Xiumin e Seulgi. A luglio del 2015, Luna è stata scritturata per partecipare al musical In The Heights interpretando Nina Rosario. Alla fine dell'anno, Luna ha collaborato con Ailee, Eunji e Solar al SBS Gajo Daejun cantando I'm Okay di Jinju

## Discografia

### EP
- 2016 – Free Somebody

### Singoli
- 2015 – Don't Cry for Me
- 2016 – Free Somebody
- 2018 – Night Reminiscin' (con Yang Da-il)
- 2019 – Even So
- 2019 – Do You Love Me (feat. George)
- 2019 – Bye Bye
- 2020 – It Hurts and Hurts
- 2021 – Madonna

### Collaborazioni
- 2016 – Wave (con R3hab, Amber e Xavi&Gi)
- 2016 – Heartbeat (con Amber, feat. Ferry Corsten & Kago Pengchi)
- 2016 – It's You (con Shin Yong-jae)
- 2017 – Tell Me It's Okay (con Junhyung)
- 2017 – Honey Bee (con Hani e Solar)
- 2018 – Lower (con Amber)
- 2018 – Free Somebody (with everysing) (con Heda)

## Filmografia

### Film
| Anno | Titolo                     | Ruolo  |
| ---- | -------------------------- | ------ |
| 2015 | The Lightning Man's Secret | Han-na |

### Drama
| Anno    | Titolo                     | Ruolo        |
| ------- | -------------------------- | ------------ |
| 2011–12 | Go Bong-shil ajumma guhagi | Seo In-young |
| 2015    | Jumping Girl (web drama)   | Nam Sang-ah  |

### Musical
| Anno      | Titolo                        | Ruolo            |
| --------- | ----------------------------- | ---------------- |
| 2010–2011 | Legally Blonde                | Elle Woods       |
| 2011      | Coyote Ugly                   | Violet Sanford   |
| 2013      | High School Musical on Stage! | Gabriella Montez |
| 2014      | School OZ Hologram Musical    | Diana            |
| 2015–2016 | In the Heights                | Nina Rosario     |
| 2017      | Rebecca                       | I                |
| 2017–2018 | Rudolf (The Last Kiss)        | Mary Vetsera     |

## Riconoscimenti
| Anno | Premio                   | Categoria                                       | Candidatura   |
| ---- | ------------------------ | ----------------------------------------------- | ------------- |
| 2010 | SBS Entertainment Awards | Miglior principiante in un programma di varietà | Star King     |
| 2016 | Mnet Asian Music Awards  | Migliore coreografia                            | Free Somebody |
| 2016 | Mnet Asian Music Awards  | Canzone dell'anno                               | Free Somebody |